# Naissance en 1070
Naissance
- 1066
- 1067
- 1068
- 1069
- 1070
- 1071
- 1072
- 1073
- 1074

Cette page dresse une liste de personnalités nées au cours de l'année 1070 :
- Abraham bar Hiyya Hanassi, rabbin, mathématicien, astronome et philosophe, également connu sous le nom de Savasorda.
- Aegido de Greberto, noble français.
- Albéron Ier de Louvain, prince-évêque de Liège.
- Ali I (Bawandides) (en), souverain des Bawandides.
- Allucio de Campigliano (en), religieux italien et saint de l’Église catholique.
- Atto de Pistoia (en), prélat portugais et historiographe de l'Italie.
- Conrad de Hirsau, biographe, musicien et poète.
- Érard Ier de Brienne, comte de Brienne.
- Nigel d'Aubigny (en), seigneur normand.
- Hugues de Payns, comte de Champagne et premier grand maître des Templiers.
- Othon le Riche, duc de Saxe et comte de Ballenstedt.
- Jehan de Vidieu, chevalier bas-lotharingien.

date incertaine (vers 1070)
- Bertrade de Montfort, comtesse d'Anjou et reine des Francs.
- Gertrude de Flandre, noble française.
- Gison IV de Gudensberg, noble allemand, comte du Haut-Lahngau puis comte de Gudensberg en Basse-Hesse et porte-drapeau impérial.
- Gualfardo de Vérone, artisan, marchand et ermite de Souabe, vivant à Vérone.
- Guiraud, évêque de Béziers.
- Guillaume de Champeaux, professeur à l'École cathédrale de Paris, fondateur de l'abbaye Saint-Victor de Paris puis comte-évêque de Châlons (en Champagne).
- Henri Ier de Misnie, comte d'Eilenbourg et margrave de la Marche de l'Est saxonne puis margrave de Lusace et de Misnie.
- Adam de Ireys (en), croisé anglais.
- Lothair Udo III (en), margrave de la Marche du Nord.
- Jean de Matera, Giovanni Scalcione, religieux italien, saint de l’Église catholique.
- Meinhard Ier (en), comte de Gorizia (en).
- Geoffroi de Vendôme, prélat français.
- Ramiro II de Monzón, sire de Monzón.
- Rostislav Vsevolodovich (en), prince de Pereïaslavl (en).
- Sancho Nunes de Barbosa (en), seigneur de Celanova.
- Rodolphe de Saint-Trond, moine bénédictin de l’abbaye de Saint-Trond en Belgique, connu comme chroniqueur et compositeur musical.
- Adjutor de Vernon, religieux et saint de l’Église catholique.

## Crédit d'auteurs
- Cet article est partiellement ou en totalité issu de l'article intitulé « 1070 » (voir la liste des auteurs).